# Martin-Inseln
Die Martin-Inseln (französisch Îles Martin, spanisch Islas Martín) sind eine Gruppe kleiner Inseln und Klippenfelsen mit einer Ausdehnung über 8 km im Archipel der Biscoe-Inseln vor der Graham-Küste des Grahamlands auf der Antarktischen Halbinsel. Im Grandidier-Kanal liegen sie 8 km östlich des nördlichen Teils der Renaud-Insel und 1,5 km westlich der Vieugué-Insel.
Teilnehmer der Vierten Französischen Antarktisexpedition (1903–1905) unter der Leitung des Polarforschers Jean-Baptiste Charcot benannten so eine Inselgruppe nördlich einer vermeintlichen Pitt-Insel nach Juan Alejandro Martín (1865–1963), dem argentinischen Marineminister von 1904 bis 1906. Erkundungen aus der Luft ergaben später, dass es sich bei der vermeintlichen Pitt-Insel in Wirklichkeit um eine ganze Inselgruppe, die Pitt-Inseln, handelt. Diese umfasst alle Inseln nördlich der Renaud-Insel. Um die Benennung der Vierten Französischen Antarktisexpedition zu bewahren, wurde die Benennung auf die hier beschriebene Inselgruppe übertragen.